# Arborescultura

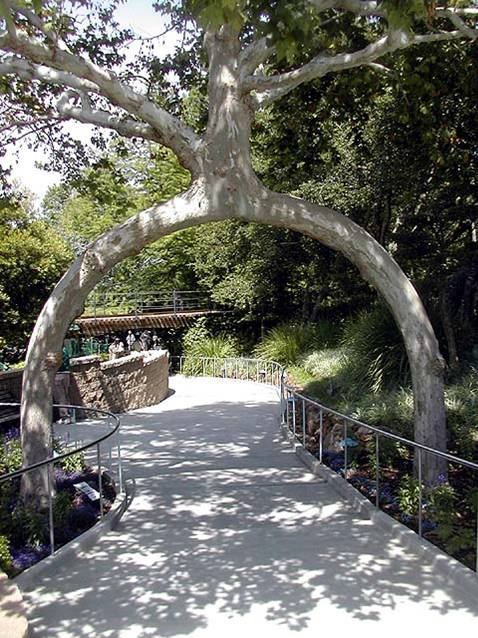
Exemplo de arborescultura

Arborescultura é um tipo de escultura onde são usados enxertos em árvores para se obter efeitos artísticos na vegetação. Arborescultura é uma prática artística e paisagística que envolve o cultivo e a modelagem de árvores e arbustos para formar formas e estruturas específicas. Diferente de outras técnicas de jardinagem ou de arte com plantas, como topiaria, que utiliza podas para esculpir plantas, a arborescultura cria formas vivas e duradouras através do manejo cuidadoso do crescimento das árvores, guiando-as para que se moldem de acordo com um design planejado.
A prática de moldar árvores não é recente e pode ser rastreada até tradições antigas, como o uso de técnicas semelhantes na horticultura japonesa, incluindo bonsai e niwaki, que buscam modelar árvores de forma decorativa. No entanto, a arborescultura moderna se desenvolveu como um movimento artístico próprio, especialmente a partir do século XX, com artistas e ambientalistas explorando novas maneiras de integrar a natureza à arte.
A arborescultura pode ser realizada utilizando diversas técnicas, tais como: entalhe e dobragem: durante o crescimento, os galhos das árvores são dobrados e amarrados para que cresçam em certas direções; enxertia de pontas: método no qual os galhos de duas árvores ou de partes diferentes da mesma árvore são enxertados, fazendo com que cresçam em conjunto; treliçamento vivo: uso de suportes ou molduras para direcionar o crescimento das árvores.
Entre os usos mais comuns da arborescultura estão a criação de arcos, pérgulas, túneis e outras estruturas decorativas para jardins. Alguns projetos famosos, como o "Tree Circus" de Axel Erlandson, exibido nos Estados Unidos, demonstram a complexidade e a beleza que podem ser alcançadas através da manipulação meticulosa de árvores ao longo de muitos anos.
Além do uso decorativo, a arborescultura também é explorada em projetos de arquitetura viva, onde as árvores são modeladas para criar estruturas funcionais, como bancos, pontes ou mesmo casas, aproveitando suas propriedades de resistência e durabilidade.
Essa prática também possui um aspecto ecológico importante, uma vez que promove o uso sustentável de árvores e arbustos em vez de materiais de construção convencionais. A arborescultura pode ajudar a aumentar a conscientização sobre a preservação ambiental e o uso criativo e sustentável dos recursos naturais.